# 雅典的伊琳娜
雅典的伊琳娜（希臘語：Εἰρήνη，姓氏薩蘭塔佩查娜；750年/756年—803年8月9日），又译艾琳娜或伊琳妮，是一位东罗马帝国皇后，帝國皇帝利奥四世的妻子。在其子君士坦丁六世童年時期，她於780年至790年擔任攝政王，於792年至797年擔任共治皇后，最後於797年至802年成為東羅馬帝國的女皇。伊琳娜是东罗马帝国和欧洲历史上第一位女皇，也是伊苏里亚王朝末代君主。
儘管人們常斷言作為君主，伊琳娜自稱“巴西琉斯”（希臘語：βασιλεύς，即“皇帝”），而不是“巴西麗莎”（希臘語：βασίλισσα，即“皇后”），但實際上只有三處可以證明她使用過“巴西琉斯”這一頭銜：兩份她自取“羅馬人的皇帝”的法律文件，以及在西西里島發現的一枚刻有「巴西琉斯」稱號的金幣，就這枚硬幣而言，其文字品質較差，很難確定其歸屬為伊琳娜本人。她在所有其他文件、硬幣和印章中都使用了「巴西麗莎」這個頭銜。

## 早年生活
伊琳娜於750年至756年間出生於雅典。她是希臘貴族薩蘭塔佩科斯家族的成員，該家族在希臘中部大陸擁有重要的政治影響力。儘管她是個孤兒，但她叔叔或表兄君士坦丁·薩蘭塔佩科斯是一位貴族，可能也是8世紀末希臘軍區的一位將軍。君士坦丁·薩蘭塔佩科斯的兒子狄奧菲拉克特是一位侍從官，據說他參與了799年的一場叛亂的鎮壓。根據史學家宣信者狄奧法內斯的說法，伊琳娜與日後811年在位數個月的皇帝斯陶拉基奧斯的妻子雅典的狄奧法諾皇后有親戚關係。伊琳娜的另一位未透露姓名的女性親戚後來於776年嫁給了保加利亞第一帝國統治者泰勒里格。

## 皇后

### 婚姻

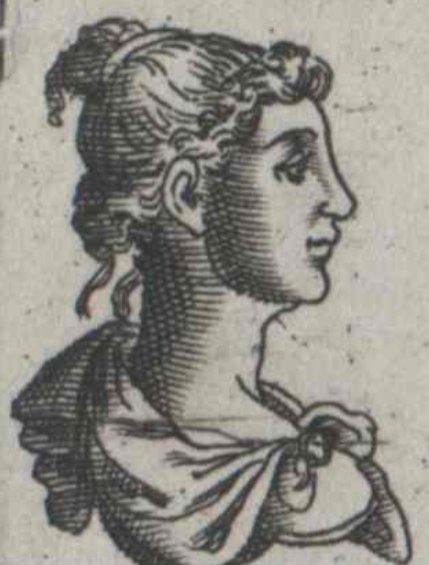
16世紀描繪的伊琳娜

目前尚不清楚伊琳娜為何以及如何被選為年輕的利奥四世的新娘。著名的薩蘭特佩科斯家族在希臘軍區中的影響力可能在選擇伊琳娜作為皇帝兒子的妻子方面發揮了一定作用，這表明皇帝有意恢復希臘的秩序。尤其不尋常的是，君士坦丁五世是一位激進的聖像破壞者，以迫害聖像崇拜者而聞名，而伊琳娜本人卻表現出對聖像崇拜的偏愛。這一事實，再加上關於她家族的有限信息，導致一些學者推測伊琳娜可能是在一場新娘選秀中被選中的，在這場選秀中，符合條件的年輕女子在新郎面前遊行，直到最終選出一位。如果是這樣，那麼她將是第一位以這種方式被選中的帝國新娘。然而，除了伊琳娜被選為利奧四世新娘這一看似怪異的事件外，沒有確鑿的證據支持這一假設。
伊琳娜於769年11月1日抵達首都君士坦丁堡，由宣信者狄奧法內斯本人、裝飾華麗的戰艦和槳帆船護送。11月3日，她在法羅斯聖母教堂與皇帝君士坦丁五世19歲的兒子利奧四世訂婚。加冕儀式於次月12月17日在奧古斯塔廣場舉行，隨後兩人在君士坦丁堡大皇宮內的達佛涅宮舉行了婚禮。771年1月14日，伊琳娜生下了一個兒子，未來的君士坦丁六世，他的名字取自其祖父，也就是伊琳娜的岳父君士坦丁五世。岳父駕崩後，25歲的利奧四世登基為皇帝，伊琳娜成為皇后。

### 聖像破壞運動
利奧四世雖然與其父一樣是一位聖像破壞者，但他對聖像愛好者採取了溫和的政策。他取消了父親對修道院的懲罰，並開始任命出家人為主教。780年，君士坦丁堡牧首尼基塔一世去世後，利奧四世任命同情聖像的塞浦路斯的保羅為繼任者，儘管他強迫保羅宣誓將維護官方的聖像破壞運動。然而在780年大齋期，利奧四世對聖像愛好者的政策變得更加嚴格。他下令逮捕一些重要的大臣，如果他們被發現崇拜聖像，將被鞭打、剃度和折磨。
在丈夫去世之前，伊琳娜似乎已經接受了當時盛行的聖像破壞主義，無論她的個人信仰如何。在此期間，她的活動不為人知，僅在後來晦澀的記述中有所記載。根據11世紀歷史學家喬治·凱德雷諾斯在伊琳娜去世多個世紀後所著的著作，這場對聖像愛好者的鎮壓始於利奧四世發現藏在伊琳娜枕頭下的兩幅聖像之後。利奧四世展開調查，發現了帶來聖像的大臣。他下令嚴刑拷打他們，並斥責伊琳娜違法背叛信仰。伊琳娜堅稱她不知道聖像在那裡。此事發生後，利奧拒絕再與伊琳娜發生任何關係。歷史學家琳達·加蘭指出，這個故事與關於後來的皇后狄奧多拉（狄奥斐卢斯之妻）的另一個故事過於相似，不太可能是史實。儘管如此，她堅持認為伊琳娜有可能試圖讓宮殿裡充滿聖像崇拜的支持者，這可能引發了利奧四世的鎮壓。

## 太后和女皇

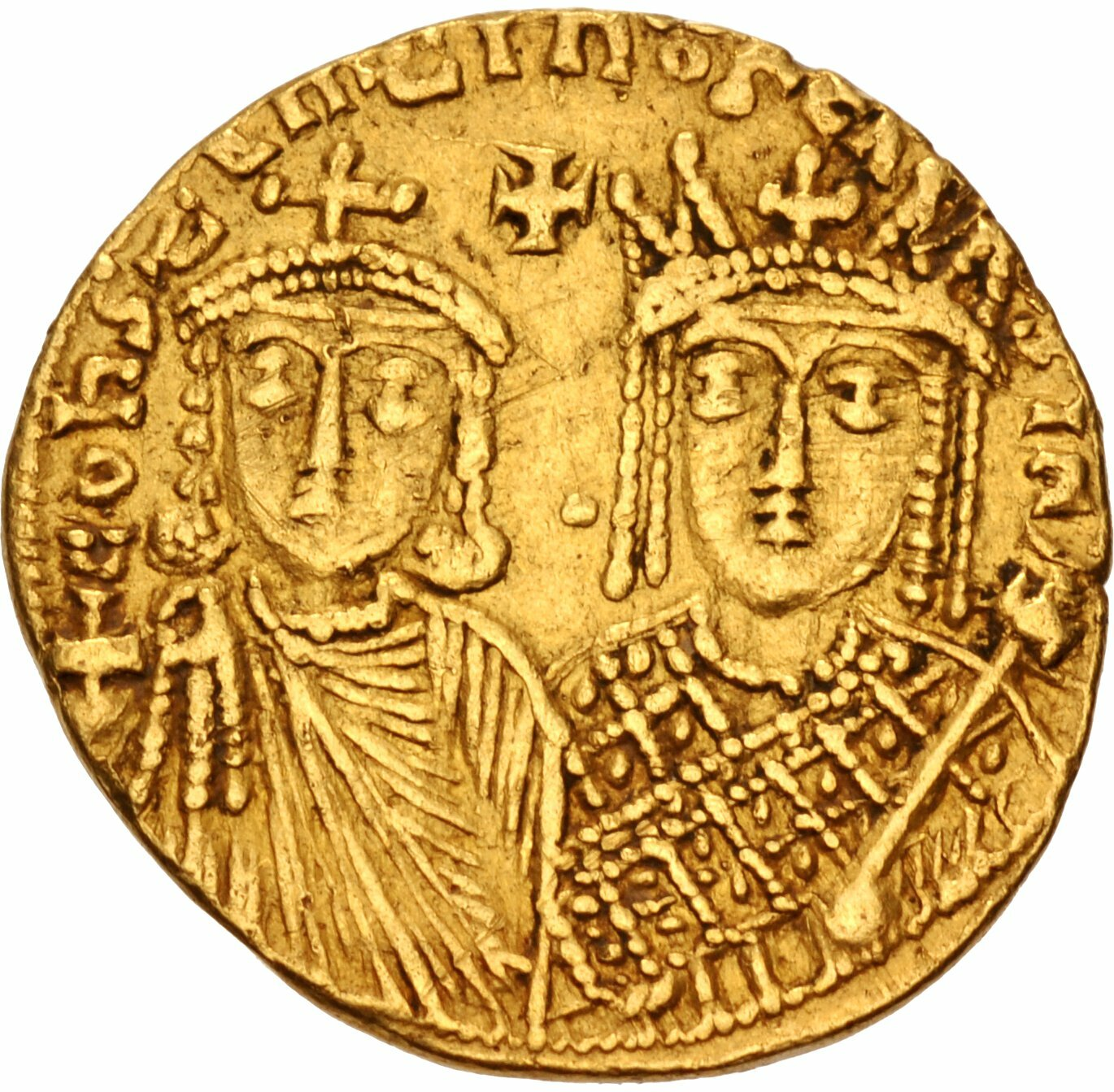
表示伊琳娜擔任攝政王與其兒子君士坦丁六世一起的索利都斯金幣

利奧四世於780年9月8日駕崩，有傳言稱他戴上大教堂的寶石王冠後發燒而死，這頂王冠可能是由前皇帝莫里斯（查士丁尼王朝，582-602年在位）或希拉克略（希拉克略王朝，610-641年在位）奉獻的。目前尚不清楚伊琳娜是否散佈了這一謠言，或許是為了抹黑她那位反對聖像崇拜的丈夫。在利奧四世去世後不久，伊琳娜就成為他們9歲兒子君士坦丁六世的攝政，並在次月粉碎了將王位轉交給利奧的兄弟的篡位陰謀，從而鞏固了君士坦丁六世的皇位。
10月，利奧四世去世僅6週後，皇太后伊琳娜就面臨一群權貴的陰謀，他們試圖擁立利奧四世同父異母的兄弟尼基弗魯斯登上皇位。伊琳娜將巴爾達斯（亞美尼亞軍區前將軍）、格里高利（郵政書記）和康斯坦丁諾斯（警衛軍伯爵）鞭打、剃度並放逐。她以忠於她的權貴取代。她任命尼基弗魯斯和他的四個兄弟為神父，這一身份使他們喪失了統治資格，並強迫他們在780年聖誕節那天在聖索菲亞大教堂舉行聖餐儀式。同一天，伊琳娜在帝國盛大遊行中歸還了丈夫摘下的皇冠。據報道，伊琳娜可能希望安撫其丈夫家族的支持者，她提議利奧四世的妹妹安蘇薩加入她擔任共同攝政王，但據說安蘇薩拒絕了這一提議。

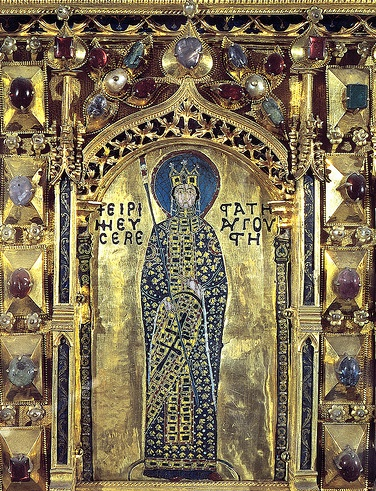
伊琳娜（或阿歷克塞一世的妻子伊琳娜·杜卡伊娜）在威尼斯的聖馬爾谷聖殿宗主教座堂黃金祭壇

從一開始，伊琳娜似乎就攫取了比傳統皇太后攝政者預期更多的權力。她最早的硬幣正面刻有她本人和兒子君士坦丁六世的肖像，將他們列為共同統治者，而非統治者和攝政王。另外，硬幣正面刻的是伊琳娜而非君士坦丁，而且只有伊琳娜的名字出現在硬幣正面，君士坦丁六世的名字則出現在背面，也就是不太重要的一面。此外，在所有口頭和書面命令中，伊琳娜的名字都優先於她兒子的名字，她以皇帝的名義簽署命令，在效忠誓詞中，她的名字也具有優先權。除此之外，她不允許君士坦丁在公共事務上發表任何言論。同時，伊琳娜似乎也清楚自己攝政王的地位並不穩固。帝國上一位皇太后攝政是希拉克略的妻子瑪蒂娜皇后，她擔任攝政王不到一年，就被割舌流放到羅德島。大多數人或許都預料到，伊琳娜的統治也會以同樣迅速而血腥的結局收場。
781年，伊琳娜指控西西里將軍埃爾皮狄烏斯參與了涉及其妹夫尼基弗魯斯的陰謀。西西里軍隊阻止了逮捕埃爾皮狄烏斯，因此伊琳娜派遣了一支艦隊成功擊敗了叛軍。埃爾皮狄烏斯逃往阿非利加，並投奔了阿拉伯帝國的阿拔斯王朝。這場叛亂似乎反映的是個人野心或以首都為中心的政治衝突，而非地方分裂主義，這一事實表明了該島對帝國的忠誠。
君士坦丁五世的將軍米海爾·拉哈諾德拉孔成功挫敗了阿拉伯人對帝國東部邊境的攻擊。782年夏天，阿拔斯王朝哈里發哈倫·拉希德率領龐大的阿拉伯軍隊入侵安納托利亞，抵達博斯普魯斯海峽亞洲一側的克里索波利斯。布塞拉里亚军区的將軍塔察特斯叛逃至阿拔斯王朝，伊琳娜不得不同意每年向阿拔斯王朝繳納10萬第納爾的令人尷尬的貢金。
783年，伊琳娜手下的宦官兼郵政書記斯陶拉基奧斯率軍成功攻打色薩利、希臘和伯羅奔尼撒半島的斯克拉文人，帶回了戰利品和俘虜。 784年，伊琳娜利用之前君士坦丁五世在色雷斯的勝利對此相提並論，下令「重建」韋里亞和安基阿洛斯。
到786年，時任阿拔斯王朝哈里發的哈倫已將拉卡定為他的駐地，以確保對邊境的控制。據說在797/798年，阿拔斯王朝再次抵達博斯普魯斯海峽，但由於北方可薩汗國的威脅，同意與東羅馬人談判。儘管如此，他還是發起了一場努力鞏固邊境的戰役，建立了新的地區和阿拉伯關隘地帶，具體來說是從奇里乞亞經日耳曼尼基亞到梅利泰內。阿拔斯王朝在邊境地區建立了大量的定居點並開展了經濟活動，這在倭馬亞王朝時期並不常見。哈倫被證明是一位有能力的指揮官，伊琳娜和她的繼任者尼基弗魯斯一世難以有效地抵抗他的戰役。

### 恢复圣像敬礼

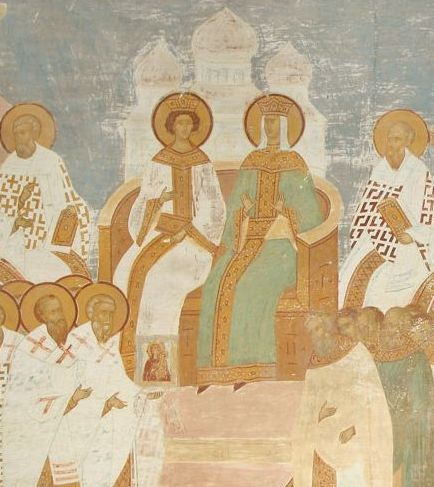
15世紀的壁畫，描繪了787年第二次尼西亞公會議上的伊琳娜和君士坦丁六世。

伊琳娜最引人注目的舉措是恢復對聖像（耶穌基督或聖徒的圖像）的崇拜。反對聖像崇拜的君士坦丁堡牧首塞浦路斯的保羅去世後，伊琳娜於784年擢升其支持者之一、前任秘書長塔拉西奧斯為君士坦丁堡牧首。由於塔拉西奧斯是門外漢，教宗哈德良一世不贊成他的當選。伊琳娜和塔拉西奧斯召開了兩次教會會議，隆重宣布帝國對聖像崇拜政策的轉變。第一次會議於786年8月1日在君士坦丁堡的聖使徒教堂召開，隨後被在反對聖像崇拜的主教們支持的反對聖像崇拜的「精銳軍團」（Tagmata）驅散。秋季，伊琳娜命令他們應對據稱阿拉伯人在小亞細亞發動的襲擊，隨後又用來自軍區的士兵重建了「精銳軍團」。當塔拉西奧斯處理主教們的反對意見時，允許那些臭名昭著的破壞聖像的主教保留其職位，只要他們公開承認錯誤；他還將兩名東方出家人偽裝成安提阿牧首和耶路撒冷牧首的使者，以證明該會議的普世地位。787年10月1日，出家人和主教們聚集在尼西亞——一個具有像徵意義的地點，作為325年第一次尼西亞公會議的舉辦地——召開第七次大公會議。會議正式宣布聖像崇拜為信條，將東正教與羅馬教會重新統一，哈德良一世派遣兩名教宗使節標誌著這一統一。
會議決定允許對聖像進行榮譽性崇拜（timētikē proskynēsis），而真正的崇拜（alēthinē latreia）則只限於上帝。書進一步指出，對聖像的尊崇最終會轉移到它所代表的個人身上，因此，對聖像的崇拜並不像聖像破壞者所認為的那樣是偶像崇拜。聖像崇拜者的立場並非基於基督論的論證（如754年的希里亞會議所述），而是強調了聖像崇拜的古老性和基督的化身，據說正是這些因素使得對基督的描繪可以被接受。
《卡羅來納書集》指出，會議反對聖像破壞主義的裁決導致了帝國內部的“內戰”，而其他9世紀聖像崇拜者資料也譴責了那些仍然堅持聖像破壞主義的神職人員和普通信徒。雖然這次會議大大改善了與教宗的關係，但未能阻止與卡洛林帝國（法蘭克王國）爆發戰爭。法蘭克人於788年佔領了伊斯特拉半島和貝內文托。儘管遭遇挫折，伊琳娜的軍事努力仍取得了一些成功：782年，她寵臣斯陶拉基奧斯征服了巴爾幹半島的斯拉夫人，為帝國在該地區擴張和再希臘化奠定了基礎。然而，伊琳娜不斷受到阿拉伯人的騷擾，並在782年和798年不得不接受哈里發馬赫迪和哈倫·拉希德的條件。

## 軍隊政變及復辟

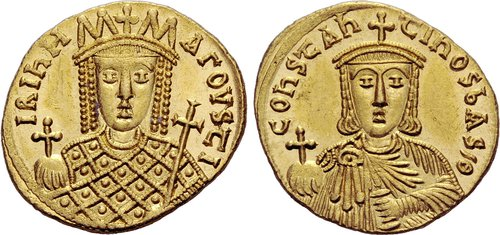
刻有伊琳娜和君士坦丁六世头像的金币。

隨著君士坦丁六世日漸成熟，他開始對母親的專制統治感到不安。787年，君士坦丁與查理曼大帝之女羅特魯德的婚事流產。788年，在伊琳娜的策劃下，君士坦丁六世娶了阿姆尼亞的瑪麗亞為妻，開始了他們不幸的婚姻。788年11月，伊琳娜在與保加利亞第一帝國的戰爭中損失慘重，遠征卡拉布里亞的行動也失敗了，她的地位也隨之削弱。儘管君士坦丁已成年，伊琳娜仍繼續代他治理國家，成為羅馬人的獨裁者。
君士坦丁不再接受自己的從屬地位，試圖用武力自救。他與他的支持者，包括君士坦丁五世的親信兼宮廷事務官彼得，密謀反對伊琳娜的顧問，尤其是斯陶拉基奧斯，併計劃將斯陶拉基奧斯流放到西西里島。790年初，斯陶拉基奧斯發現了這項陰謀並告知了伊琳娜。伊琳娜逮捕了密謀者，將君士坦丁囚禁在軍營中，並要求帝國全境的軍隊僅向她宣誓效忠。伊琳娜也試圖說服軍隊承認她對國家的絕對權力。由此引發的不滿最終演變成公開的抵抗。起初，亞美尼亞軍區拒絕只向伊琳娜宣誓，而是向君士坦丁和伊琳娜宣誓。伊琳娜派遣亞美尼亞指揮官阿萊克修斯·莫塞勒去勸說亞美尼亞軍區，但他們卻罷黜了他們的將軍（由伊琳娜任命），並擁立阿萊克修斯為新將軍。消息傳遍小亞細亞後，其他士兵也紛紛效仿，罷黜了他們的指揮官，並開往君士坦丁堡郊外的奧普西金軍區。伊琳娜迫於軍隊壓力釋放了君士坦丁，後者在軍隊的支持下於790年11月被宣佈為唯一統治者。
君士坦丁恢復了他的支持者，包括君士坦丁五世的著名將軍米海爾·拉哈諾德拉孔，並將斯陶拉基奧斯和另一名宦官兼伊琳娜的顧問埃提奧斯放逐到亞美尼亞軍區。他將伊琳娜囚禁在宮中，但並未正式廢黜她。他推行了與母親截然不同的外交政策，於791年4月開始對保加利亞第一帝國發動戰爭，並於9月對阿拉伯帝國發動戰爭。君士坦丁在表面上的友誼下，於792年恢復了伊琳娜的頭銜，並確認了她的統治地位，甚至將斯陶拉基奧斯從流放中召回。由此，正式的伊琳-君士坦丁二頭政治開始了。792年，君士坦丁六世重新接納伊琳娜為皇太后，授予她「巴西琉斯」（basileus）的稱號，讓她與兒子君士坦丁六世共同執政。君士坦丁未能治理好國家，在792年的馬塞萊戰役中慘敗於保加利亞統治者卡爾達姆之手。一場陰謀正朝著他的叔叔，尼基弗魯斯（君士坦丁五世之子）的方向發展。在伊琳娜和斯陶拉基奧斯的建議下，君士坦丁剜去了叔叔的眼睛，割去了父親另外四個同父異母兄弟的舌頭。由於被指控參與陰謀，君士坦丁弄瞎了他們手下的將軍阿萊克修斯，而他以前的亞美尼亞軍區也因此發動了叛亂。他們也不贊成伊琳娜回歸共治。君士坦丁於793年以極其殘酷的手段鎮壓了這場叛亂。
793年夏天，阿拉伯人攻占了小亞細亞的重要堡壘凱馬赫和塞巴薩；然而，一支更大的軍隊在西西里叛亂的前將軍埃爾皮狄烏斯的陪同下因794年冬天來得早而撤退，君士坦丁在795年擊敗了一支阿拉伯軍隊。儘管如此，阿拉伯人還是在796年到達了阿莫里翁，798年到達了安卡拉和馬拉吉納，799年到達了以弗所。君士坦丁親自率軍迎戰阿拔斯王朝哈里發哈倫·拉希德（在位時間786-809年），但遭到伊琳娜特工的破壞，他們謊報阿拉伯人撤退，迫使君士坦丁撤退。796年，君士坦丁透過停止繳納馬塞萊戰役後徵收的貢品並在此後避免了軍事失敗，部分彌補了先前對保加利亞人的損失。在此期間，帝國總體上成功穩定了巴爾幹半島邊境。

### 廢黜君士坦丁六世

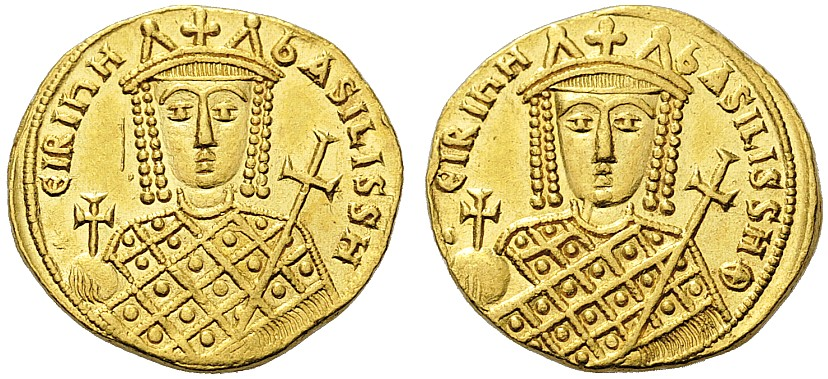
伊琳娜是東羅馬帝國歷史上唯一一位將自己的肖像印在帝國貨幣正反兩面的君主，而她的前任則以其祖先為象徵來統治帝國。

儘管兩位共治者合作，但競爭依然存在。伊琳娜的派系也捲土重來，她手下權勢顯赫的宦官斯塔拉基奧斯再次掌權，他們開始報復任何過去或現在反對他們的人。「通姦」（moechian）之爭（源自“moicheia”，意為“通姦”）始於795年，當時君士坦丁強迫妻子瑪麗亞皇后進入修道院，據稱她試圖毒害他。之後，他娶了情婦狄奧多特，這在法律上也構成了通姦行為。君士坦丁堡大主教（牧首）塔拉西奧斯只為君士坦丁和狄奧多特提供了輕微的懺悔，這導致包括斯圖狄烏斯隱修院的聖狄奧多爾在內的薩庫迪翁修道院的出家人們譴責這一婚姻並將塔拉西奧斯逐出教會。君士坦丁關閉了修道院，並將狄奧多爾流放到塞薩洛尼基。狄奧多爾是一位聲望頗高、影響力巨大的人物，因此他對君士坦丁的反對非常強烈。
797年，伊琳娜利用這場爭議為推翻兒子做準備。她賄賂宮廷官員保持中立，並鼓勵修道院反對這樁婚事。8月，她的特工試圖在君士坦丁乘船從君士坦丁堡前往夏宮時將其逮捕。君士坦丁逃往皮萊，但伊琳娜說服了她在那裡的支持者將他逮捕。8月19日，君士坦丁被弄瞎雙眼，囚禁在一座修道院內。他是否倖存下來不得而知。塔拉西奧斯與狄奧多爾和解，後者被任命為斯圖狄奧斯修道院院長，並成為伊琳娜最忠實的支持者之一。

## 與卡洛林帝國的關係

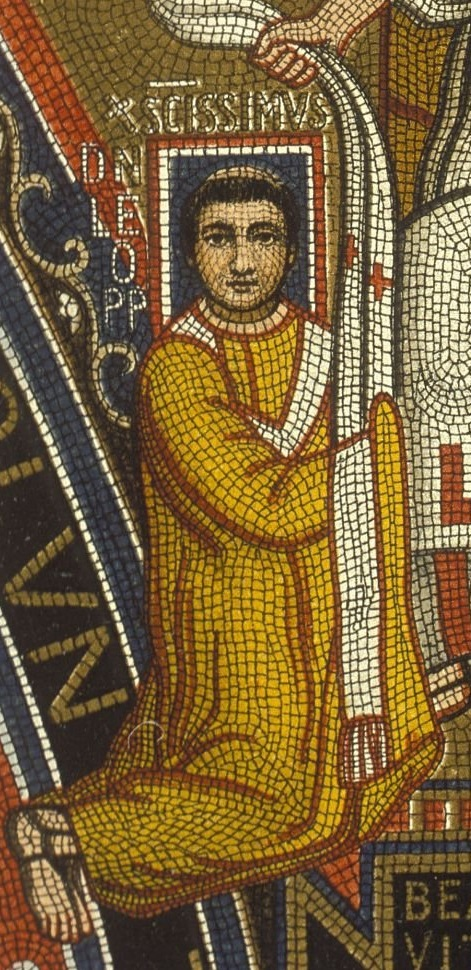
教宗良三世拒绝承认女皇的统治，并加冕查理曼为神圣罗马皇帝

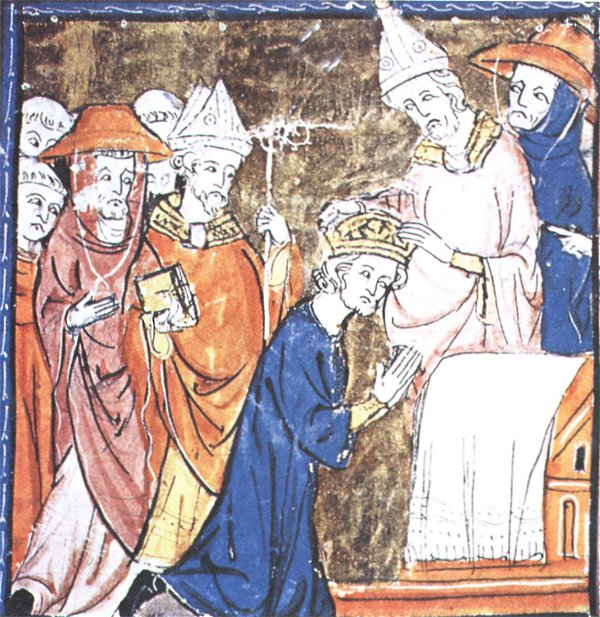
良三世为查理曼加冕

伊琳娜作為女皇，憑藉自身權利統治，其前所未有的地位因西歐卡洛林帝國的巧合崛起而更加凸顯。卡洛林帝國在面積和實力上可與伊琳娜統治的拜占庭帝國相媲美。773年，查理曼入侵義大利，吞併了倫巴第王國，以消除其已故弟弟卡洛曼一世的妻兒對其繼承權的威脅。查理曼奪取王國後，他們逃往了帕維亞的倫巴第宮廷。他也與德國北部的薩克森部落進行了三十多年的征戰，吞併了他們的領土，並迫使他們皈依基督教，並擊敗了中歐的阿瓦爾汗國。在所謂的卡洛林文艺复兴時期，查理曼大帝日益效仿羅馬皇帝的統治，贊助各種建築項目，刻意模仿羅馬和拜占庭建築，並普遍推動了知識和藝術的復興。他的父親矮子丕平改革了貨幣和標準化的度量衡，加強了王室對鑄幣廠的控制。
早在781年，伊琳娜就開始尋求與卡洛林王朝和羅馬教廷建立更密切的關係，而查理曼大帝征服帕維亞也使其與東羅馬帝國的關係得以重建。伊琳娜透過宦官艾利薩烏斯，促成了她的兒子君士坦丁與查理曼大帝與第三任妻子希爾德加德所生的女兒羅特魯德的婚事。在此期間，查理曼大帝正與薩克遜人交戰，後來成為法蘭克人的新國王。根據宣信者狄奧法內斯記載，伊琳娜甚至派遣一名官員向這位法蘭克公主傳授「希臘語言文學以及羅馬帝國的生活方式」。據查理曼大帝的傳記作者艾因哈德稱，他不堪失去女兒，遂解除了婚約。然而，法蘭克-東羅馬新邊界的出現，以及強大的貝內文托公國搖擺不定的效忠態度，也可能導致了兩國關係的惡化。
787年，教宗哈德良一世向查理曼大帝通報了東羅馬入侵的消息，東羅馬將在貝內文托的支持下，扶植被廢黜的倫巴第國王阿達爾吉斯，並將法蘭克人趕出義大利。入侵始於788年，但貝內文托公爵站在法蘭克人一邊，並在卡拉布里亞擊敗了東羅馬人。約克的阿爾琴聲稱，東羅馬軍隊陣亡4000人，1000人被俘虜，其中包括塔拉西奧斯牧首的兄弟西西尼烏斯。這場戰敗導致法蘭克與東羅馬關係破裂。798年，伊琳娜透過外交手段確保了西西尼烏斯的回歸。
從797年起，伊琳娜再次試圖與法蘭克人恢復關係，東羅馬使團於798年抵達法蘭克宮廷。然而800年聖誕節，查理曼大帝被教宗良三世加冕為皇帝。出席儀式的神職人員和貴族擁立查理曼為奧古斯都。支持查理曼大帝加冕的人認為皇帝的職位其實是空缺的，認為女性不適合擔任皇帝；然而，查理曼大帝並未宣稱擁有東羅馬帝國的主權。他是否真的渴望加冕仍有爭議——艾因哈德稱查理曼大帝對教宗感到意外——但東羅馬帝國感到其作為唯一羅馬帝國的地位受到威脅，並開始強調其優越性和羅馬身份。802年，有報告指出法蘭克人可能入侵西西里島，伊琳娜派遣了一支由侍從官利奧率領的使團作為回應。然而，這場戰役最終被放棄，法蘭克人恢復了與東羅馬人的聯姻談判。
兩大帝國之間的關係依然緊張。東羅馬人認為加冕禮不過是義大利人又一次篡奪帝國權威的舉動。伊琳娜沒有選擇軍事回應，而是保持自己的聯繫，並努力促成她與查理曼大帝的婚姻，而查理曼的宮廷也在某種程度上回應了她的請求。然而，根據宣信者狄奧法內斯的記載，這項計畫被伊琳娜的寵臣艾提歐斯挫敗，他正試圖代表其兄利奧篡奪伊琳娜的王位。當伊琳娜被推翻時，這些討論毫無結果，而查理曼仍然堅定地堅持他的帝國野心。

## 晚年及倒台

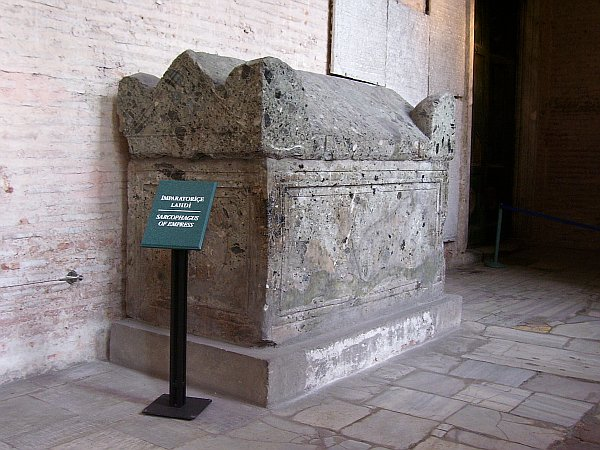
推測為伊琳娜女皇的石棺，現位於聖索菲亞大教堂。

在她四年半的獨治時期（797-802），伊琳娜與法蘭克人恢復了外交聯繫，並就向哈倫·拉希德納貢達成協議以停止敵對行動，但她也殘酷地鎮壓了反抗她統治的叛亂，已故岳父君士坦丁五世的五個兒子中有四個被弄瞎。伊琳娜的統治因其財政上的讓步而廣受民眾擁護，但派系鬥爭削弱了她的統治，尤其是在她的兩位宦官顧問斯陶拉基奧斯和埃提奧斯之間。800年，艾提奧斯指控斯陶拉基奧斯密謀反對伊琳娜，但他在問題解決前就去世了。
802年10月，以財政大臣（logothetēs tou genikou）尼基弗魯斯為首的官員廢黜了伊琳娜。尼基弗魯斯和他的支持者謊稱宦官埃提奧斯正強迫伊琳娜女皇將皇位讓給其弟利奧，而政變的反對者則希望擁立尼基弗魯斯為皇帝。宮廷衛隊聽後反而支持尼基弗魯斯這邊，包圍了皇宮。第二天，伊琳娜被帶走並被禁衛軍軟禁在君士坦丁堡大皇宮內。他們這樣做既是為了伊琳娜的財政寬鬆和仁慈的稅收政策，也是為了與法蘭克人聯姻的潛在影響。10月31日，君士坦丁堡牧首塔拉西奧斯在聖索菲亞大教堂加冕尼基弗魯斯為「尼基弗魯斯一世」。伊琳娜最初被流放到附近的普林基波島，但因涉嫌與埃提烏斯密謀，很快被放逐到萊斯沃斯島，在那裡她靠紡羊毛為生。隔年，即803年8月9日，她在島上去世；她的遺體後來被移至君士坦丁堡的聖使徒教堂。

## 註腳

### 引用
1. ↑  Liz James, "Men, Women, Eunuchs: Gender, Sex, and Power" in A Social History of Byzantium (J. Haldon, ed.) pp. 45, 46; published 2009; ISBN 978-1-4051-3241-1
2. 1 2 3 4 5 6 7 8 9  Garland 1999，第73頁.
3. 1 2 3  Karagianni 2013，第12頁.
4. ↑  Herrin 2001，第55頁.
5. ↑  Herrin 2001，第113頁.
6. ↑  Herrin 2001，第56頁.
7. ↑  Davids 2002，第112頁.
8. ↑  Herrin 2001，第56, 70頁.
9. 1 2  Karagianni 2013，第12-13頁.
10. ↑  Herrin 2001，第55-57頁.
11. 1 2 3  Turner 2021，第823頁.
12. 1 2  Garland 1999，第73-74頁.
13. 1 2  Herrin 2001，第51-52頁.
14. ↑  Theophanes，AM 6261.
15. ↑  Theophanes，AM 6262.
16. 1 2 3 4 5 6  Garland 1999，第74頁.
17. ↑  Karagianni 2013，第13頁.
18. ↑  Garland 1999，第74–75頁.
19. 1 2 3 4 5 6 7 8 9 10  Garland 1999，第75頁.
20. ↑  Theophanes，AM 6273.
21. ↑  Garland 1999，第75–76頁.
22. 1 2 3 4  Garland 1999，第76頁.
23. ↑  Brown 2008，第462頁.
24. ↑  Kaegi 2008，第388頁.
25. ↑  Auzépy 2008，第257–258頁.
26. ↑  Kaegi 2008，第389–390頁.
27. ↑  Lagarde 1915，第423頁.
28. 1 2 3 4  Chisholm 1911.
29. ↑  Auzépy 2008，第287–288頁.
30. ↑  Nicolaides 2014，第77頁.
31. 1 2  Auzépy 2008，第288頁.
32. ↑  Brubaker & Haldon 2011，第286–288頁.
33. ↑  Brubaker & Haldon 2011，第288頁.
34. ↑  Theophanes，AM 6284.
35. ↑  Herrin 2001，第101頁.
36. ↑  Cutler & Hollingsworth 1991，第501–502頁.
37. ↑  Auzépy 2008，第259頁.
38. ↑  Brubaker & Haldon 2011，第288–289頁.
39. ↑  Brubaker & Haldon 2011，第289–290頁.
40. ↑  Auzépy 2008，第274頁.
41. ↑  Brubaker & Haldon 2011，第290頁.
42. ↑  ODB，第1008頁.
43. ↑  Theophanes，AM 6289 (n. 8–10).
44. ↑  Brubaker & Haldon 2011，第291頁.
45. ↑  Nelson 2019，第31–33頁.
46. 1 2 3 4  McCormick 2008，第415頁.
47. ↑  Nelson 2019，第326–327頁.
48. ↑  Contreni 1984，第59, 63頁.
49. ↑  Allen 2009.
50. ↑  Nelson 2019，第191頁.
51. ↑  McCormick 2008，第416頁.
52. ↑  Brubaker & Haldon 2011，第292頁.
53. ↑  Nelson 2019，第380–385頁.
54. ↑  Brubaker & Haldon 2011，第293頁.
55. ↑  Garland 1999，第89頁.
56. ↑  McCormick 2008，第417頁.
57. ↑  Syndikus, Candida; Rogge, Sabine. . Waxmann Verlag. 2013: 335. ISBN 9783830979074.
58. 1 2 3  Brubaker & Haldon 2011，第293–294頁.
59. ↑  Auzépy 2008，第278頁.
60. ↑  Turner 2021，第324頁.
61. ↑  ODB，第1008–1009頁.